# Liga Europy UEFA (2009/2010)/Faza kwalifikacyjna
Faza kwalifikacyjna w ramach rozgrywek Liga Europy UEFA 2009/2010.

## I runda kwalifikacyjna
Do startu w I rundzie kwalifikacyjnej uprawnionych było 46 drużyn, z czego 23 były rozstawione. Losowanie odbyło się 22 czerwca 2009 (godz. 13:00). Pierwsze mecze rozegrano 2 lipca, rewanże – 9 lipca 2009.
| Drużyny rozstawione  | Drużyny rozstawione | Drużyny rozstawione  | Drużyny rozstawione |
| Drużyna              | Współcz.            | Drużyna              | Współcz.            |
| -------------------- | ------------------- | -------------------- | ------------------- |
| Rosenborg BK         | 28,760              | Dinaburg FC          | 1,832               |
| Anorthosis Famagusta | 12,016              | Rudar Velenje        | 1,816               |
| Helsingborgs IF      | 9,938               | NK Široki Brijeg     | 1,733               |
| Motherwell           | 5,575               | Dynama Mińsk         | 1,733               |
| Randers FC           | 4,890               | MTZ-RIPA Mińsk       | 1,733               |
| Bene Jehuda Tel Awiw | 3,050               | Szombathelyi Haladás | 1,633               |
| Spartak Trnawa       | 2,933               | Zimbru Kiszyniów     | 1,333               |
| Polonia Warszawa     | 2,583               | Keflavík             | 1,333               |
| Slaven Belupo        | 2,466               | Fram                 | 1,333               |
| FC Lahti             | 1,958               | Metalurgi Rustawi    | 1,332               |
| Vėtra Wilno          | 1,933               | Zestaponi            | 1,332               |
| Sligo Rovers         | 1,899               |                      |                     |

| Drużyny nierozstawione | Drużyny nierozstawione | Drużyny nierozstawione  | Drużyny nierozstawione |
| Drużyna                | Współcz.               | Drużyna                 | Współcz.               |
| ---------------------- | ---------------------- | ----------------------- | ---------------------- |
| FK Renowa              | 1,033                  | The New Saints F.C.     | 0,466                  |
| İnter Baku             | 0,899                  | Linfield F.C.           | 0,433                  |
| Simurq Zaqatala        | 0,899                  | Lisburn Distillery F.C. | 0,433                  |
| JK Narva Trans         | 0,866                  | B36 Tórshavn            | 0,433                  |
| Nõmme Kalju            | 0,866                  | NSÍ Runavík             | 0,433                  |
| KF Vllaznia            | 0,799                  | CS Grevenmacher         | 0,266                  |
| Dinamo Tirana          | 0,799                  | UN Käerjéng 97          | 0,266                  |
| Irtysz Pawłodar        | 0,649                  | Budućnost Podgorica     | 0,200                  |
| Okżetpes Kokczetaw     | 0,649                  | Sutjeska Nikšić         | 0,200                  |
| Mika Erywań            | 0,599                  | Llanelli AFC            | 0,466                  |
| Bananc Erywań          | 0,599                  | Valletta FC             | 0,099                  |
| Birkirkara FC          | 0,099                  |                         |                        |

Współcz. – wartość współczynnika klubowego.
Pogrubiono nazwy drużyn, które awansowały do II rundy kwalifikacyjnej.
| Drużyna 1                            | Wynik dwumeczu | Drużyna 2            | Pierwszy mecz | Drugi mecz |
| ------------------------------------ | -------------- | -------------------- | ------------- | ---------- |
| Sutjeska Nikšić                      | 2:3 (dogr.)    | MTZ-RIPA Mińsk       | 1:1           | 1:2        |
| FC Lahti                             | 4:3            | Dinamo Tirana        | 4:1           | 0:2        |
| CS Grevenmacher                      | 0:6            | Vėtra Wilno          | 0:3           | 0:3        |
| NSÍ Runavík                          | 1:6            | Rosenborg BK         | 0:3           | 1:3        |
| Szombathelyi Haladás                 | 2:2 (b. wyj.)  | Irtysz Pawłodar      | 1:0           | 1:2        |
| Sligo Rovers                         | 2:3            | KF Vllaznia          | 1:2           | 1:1        |
| Metalurgi Rustawi                    | 4:0            | B36 Tórshavn         | 2:0           | 2:0        |
| Anorthosis Famagusta                 | 7:1            | UN Käerjéng 97       | 5:0           | 2:1        |
| Slaven Belupo                        | 1:0            | Birkirkara FC        | 1:0           | 0:0        |
| Zimbru Kiszyniów                     | 3:2            | Okżetpes Kokczetaw   | 1:2           | 2:0        |
| Lisburn Distillery F.C.              | 1:11           | Zestaponi            | 1:5           | 0:6        |
| Helsingborgs IF                      | 4:2            | Mika Erywań          | 3:1           | 1:1        |
| Valletta FC                          | 5:2            | Keflavík             | 3:0           | 2:2        |
| Dinaburg FC                          | 2:1            | Nõmme Kalju          | 2:1           | 0:0        |
| Budućnost Podgorica                  | 1:2            | Polonia Warszawa     | 0:2           | 1:0        |
| JK Narva Trans                       | 1:6            | Rudar Velenje        | 0:3           | 1:3        |
| Motherwell                           | 3:1            | Llanelli AFC         | 0:1           | 3:0        |
| Bananc Erywań                        | 1:2            | NK Široki Brijeg     | 0:2           | 1:0        |
| Spartak Trnawa                       | 5:2            | İnter Baku           | 2:1           | 3:1        |
| Dynama Mińsk                         | 3:2            | FK Renowa            | 2:1           | 1:1        |
| Randers FC                           | 7:0            | Linfield F.C.        | 4:0           | 3:0        |
| Simurq Zaqatala                      | 0:4            | Bene Jehuda Tel Awiw | 0:1           | 0:3        |
| Fram                                 | 4:2            | The New Saints F.C.  | 2:1           | 2:1        |
| Po lewej gospodarz pierwszego meczu. |                |                      |               |            |

1. 1 2 3 4 5  Pierwotnie gospodarzami pierwszych meczów miały być w tych przypadkach drużyny wymienione po prawej stronie, kolejność została jednak zamieniona po losowaniu.

## II runda kwalifikacyjna
Do startu w II rundzie kwalifikacyjnej uprawnionych było 80 drużyn (w tym 23 zwycięzców I rundy), z czego 40 były rozstawione. Losowanie odbyło się 22 czerwca 2009 (godz. 13:00). Ponieważ stało się to przed zakończeniem I rundy, przyjęto założenie, że wszystkie rozstawione drużyny z I rundy wygrają swoje mecze, jeśli zaś nie – zwycięska drużyna nierozstawiona przejmowała współczynnik pokonanego (tak stało się w 2 przypadkach). Pierwsze mecze rozegrano 16 lipca, rewanże – 23 lipca 2009.
Na żółtym tle przedstawiono drużyny, które awansowały z I rundy kwalifikacyjnej.
| Drużyny rozstawione  | Drużyny rozstawione | Drużyny rozstawione    | Drużyny rozstawione |
| Drużyna              | Współcz.            | Drużyna                | Współcz.            |
| -------------------- | ------------------- | ---------------------- | ------------------- |
| Steaua Bukareszt     | 53,781              | KAA Gent               | 5,065               |
| FC Basel             | 51,050              | Randers FC             | 4,890               |
| Galatasaray SK       | 33,445              | Sigma Ołomuniec        | 4,150               |
| Rosenborg BK         | 28,760              | Legia Warszawa         | 3,583               |
| Aalborg BK           | 24,890              | Sturm Graz             | 3,565               |
| FK Crvena zvezda     | 12,050              | Dinamo Tbilisi         | 3,332               |
| Anorthosis Famagusta | 12,016              | FK Sevojno             | 3,050               |
| Brøndby IF           | 10,890              | Maccabi Netanja        | 3,050               |
| Metałurh Donieck     | 10,370              | Bene Jehuda Tel Awiw   | 3,050               |
| Helsingborgs IF      | 9,938               | Omonia Nikozja         | 3,016               |
| MŠK Žilina           | 8,933               | Spartak Trnawa         | 2,933               |
| Tromsø IL            | 8,760               | St. Patrick’s Athletic | 2,899               |
| Rapid Wiedeń         | 8,565               | Derry City             | 2,899               |
| FC Paços de Ferreira | 8,292               | ND Gorica              | 2,816               |
| NAC Breda            | 7,826               | Polonia Warszawa       | 2,583               |
| AE Larisa            | 7,633               | HNK Rijeka             | 2,466               |
| IF Elfsborg          | 6,938               | Slaven Belupo          | 2,466               |
| Falkirk              | 5,575               | Rabotniczki Skopje     | 2,033               |
| Motherwell           | 5,575               | HJK Helsinki           | 1,958               |
| Czerno More Warna    | 5,250               | FC Honka               | 1,958               |

| Drużyny nierozstawione | Drużyny nierozstawione | Drużyny nierozstawione | Drużyny nierozstawione |
| Drużyna                | Współcz.               | Drużyna                | Współcz.               |
| ---------------------- | ---------------------- | ---------------------- | ---------------------- |
| FC Lahti               | 1,958                  | KR                     | 1,333                  |
| Sūduva Mariampol       | 1,933                  | Valletta FC            | 1,333                  |
| FBK Kaunas             | 1,933                  | Fram                   | 1,333                  |
| Vėtra Wilno            | 1,933                  | Metalurgi Rustawi      | 1,332                  |
| KF Vllaznia            | 1,899                  | Zestaponi              | 1,332                  |
| Liepājas Metalurgs     | 1,832                  | FC Vaduz               | 1,100                  |
| Skonto Ryga            | 1,832                  | FK Miłano              | 1,033                  |
| Dinaburg FC            | 1,832                  | Qarabağ FK             | 0,899                  |
| Rudar Velenje          | 1,816                  | Flora Tallinn          | 0,866                  |
| Naftan Nowopołock      | 1,733                  | Flamurtari Vlora       | 0,799                  |
| Dynama Mińsk           | 1,733                  | Toboł Kustanaj         | 0,649                  |
| MTZ-RIPA Mińsk         | 1,733                  | Gandzasar Kapan        | 0,599                  |
| Slavija Sarajewo       | 1,733                  | Bangor City            | 0,466                  |
| FK Sarajevo            | 1,733                  | Crusaders F.C.         | 0,433                  |
| NK Široki Brijeg       | 1,733                  | HB Tórshavn            | 0,433                  |
| Újpest FC              | 1,633                  | FC Differdange 03      | 0,266                  |
| Szombathelyi Haladás   | 1,633                  | OFK Petrovac           | 0,200                  |
| Dacia Kiszyniów        | 1,333                  | FC Santa Coloma        | 0,100                  |
| Iscra-Stali Rybnica    | 1,333                  | Sliema Wanderers       | 0,099                  |
| Zimbru Kiszyniów       | 1,333                  | AC Juvenes/Dogana      | 0,050                  |

Współcz. – wartość współczynnika klubowego.
Pogrubiono nazwy drużyn, które awansowały do III rundy kwalifikacyjnej.
| Drużyna 1                            | Wynik dwumeczu | Drużyna 2            | Pierwszy mecz | Drugi mecz |
| ------------------------------------ | -------------- | -------------------- | ------------- | ---------- |
| Rosenborg BK                         | 0:1            | Qarabağ FK           | 0:0           | 0:1        |
| Zimbru Kiszyniów                     | 0:1            | FC Paços de Ferreira | 0:0           | 0:1        |
| AC Juvenes/Dogana                    | 0:5            | Polonia Warszawa     | 0:1           | 0:4        |
| Sturm Graz                           | 3:2            | NK Široki Brijeg     | 2:1           | 1:1        |
| FC Basel                             | 7:1            | FC Santa Coloma      | 3:0           | 4:1        |
| FC Honka                             | 3:0            | Bangor City          | 2:0           | 1:0        |
| MŠK Žilina                           | 3:0            | Dacia Kiszyniów      | 2:0           | 1:0        |
| Anorthosis Famagusta                 | 3:4 (dogr.)    | OFK Petrovac         | 2:1           | 1:3        |
| St. Patrick’s Athletic               | 2:1            | Valletta FC          | 1:1           | 1:0        |
| Omonia Nikozja                       | 8:1            | HB Tórshavn          | 4:0           | 4:1        |
| ND Gorica                            | 1:2            | FC Lahti             | 1:0           | 0:2        |
| Sigma Ołomuniec                      | 3:1            | Fram                 | 1:1           | 2:0        |
| Legia Warszawa                       | 4:0            | Metalurgi Rustawi    | 3:0           | 1:0        |
| Falkirk                              | 1:2 (dogr.)    | FC Vaduz             | 1:0           | 0:2        |
| IF Elfsborg                          | 3:0            | Szombathelyi Haladás | 3:0           | 0:0        |
| Rapid Wiedeń                         | 8:0            | KF Vllaznia          | 5:0           | 3:0        |
| Naftan Nowopołock                    | 2:2 (b. wyj.)  | KAA Gent             | 2:1           | 0:1        |
| Metalurgs Lipawa                     | 3:4            | Dinamo Tbilisi       | 2:1           | 1:3        |
| FC Differdange 03                    | 1:3            | HNK Rijeka           | 1:0           | 0:3        |
| Sūduva Mariampol                     | 1:2            | Randers FC           | 0:1           | 1:1        |
| Vėtra Wilno                          | 3:2            | HJK Helsinki         | 0:1           | 3:1        |
| FK Miłano                            | 2:12           | Slaven Belupo        | 0:4           | 2:8        |
| Dynama Mińsk                         | 1:4            | Tromsø IL            | 0:0           | 1:4        |
| KR                                   | 3:1            | AE Larisa            | 2:0           | 1:1        |
| Brøndby IF                           | 4:2            | Flora Tallinn        | 0:1           | 4:1        |
| Aalborg BK                           | 1:3            | Slavija Sarajewo     | 0:0           | 3:1        |
| Steaua Bukareszt                     | 4:1            | Újpest FC            | 2:0           | 2:1        |
| Metałurh Donieck                     | 5:1            | MTZ-RIPA Mińsk       | 3:0           | 2:1        |
| Crusaders F.C.                       | 3:5            | Rabotniczki Skopje   | 1:1           | 2:4        |
| Bene Jehuda Tel Awiw                 | 5:0            | Dinaburg FC          | 4:0           | 1:0        |
| NAC Breda                            | 8:0            | Gandzasar Kapan      | 6:0           | 2:0        |
| Czerno More Warna                    | 4:0            | Iscra-Stali Rybnica  | 1:0           | 3:0        |
| FK Sevojno                           | 1:1 (b. wyj.)  | FBK Kaunas           | 0:0           | 1:1        |
| Flamurtari Vlora                     | 2:8            | Motherwell           | 1:0           | 1:8        |
| Zestaponi                            | 3:4 (dogr.)    | Helsingborgs IF      | 1:2           | 2:2        |
| Skonto Ryga                          | 1:2            | Derry City           | 1:1           | 0:1        |
| Sliema Wanderers                     | 0:3            | Maccabi Netanja      | 0:0           | 0:3        |
| Toboł Kustanaj                       | 1:3            | Galatasaray SK       | 1:1           | 0:2        |
| Rudar Velenje                        | 0:5            | FK Crvena zvezda     | 0:1           | 0:4        |
| FK Sarajevo                          | 2:1            | Spartak Trnawa       | 1:0           | 1:1        |
| Po lewej gospodarz pierwszego meczu. |                |                      |               |            |

1. 1 2 3  Pierwotnie gospodarzami pierwszych meczów miały być w tych przypadkach drużyny wymienione po prawej stronie, kolejność została jednak zamieniona po losowaniu.

## III runda kwalifikacyjna
Do startu w III rundzie kwalifikacyjnej uprawnionych było 70 drużyn (w tym 40 zwycięzców II rundy), z czego 35 było rozstawionych. Losowanie odbyło się 17 lipca 2009 (godz. 13:00). Ponieważ stało się to przed zakończeniem II rundy, przyjęto założenie, że wszystkie rozstawione drużyny z II rundy wygrają swoje mecze, jeśli zaś nie – zwycięska drużyna nierozstawiona przejmowała współczynnik pokonanego (tak stało się w 8 przypadkach). Pierwsze mecze rozegrano 28 i 30 lipca, rewanże – 4 i 6 sierpnia 2009.
Na żółtym tle przedstawiono drużyny, które awansowały z II rundy kwalifikacyjnej.
| Drużyny rozstawione | Drużyny rozstawione | Drużyny rozstawione    | Drużyny rozstawione |
| Drużyna             | Współcz.            | Drużyna                | Współcz.            |
| ------------------- | ------------------- | ---------------------- | ------------------- |
| Roma                | 78,582              | Odense BK              | 12,890              |
| PSV Eindhoven       | 75,862              | Lech Poznań            | 12,583              |
| Hamburger SV        | 67,339              | Slovan Liberec         | 12,150              |
| Steaua Bukareszt    | 53,781              | FK Crvena zvezda       | 12,050              |
| Fenerbahçe SK       | 52,445              | OFK Petrovac           | 12,016              |
| FC Basel            | 51,050              | Aberdeen               | 11,575              |
| Lille OSC           | 47,033              | Krylia Sowietow Samara | 11,525              |
| SC Braga            | 39,292              | Brøndby IF             | 10,890              |
| Club Brugge         | 34,065              | Metałurh Donieck       | 10,370              |
| Galatasaray SK      | 33,445              | Helsingborgs IF        | 9,938               |
| Austria Wiedeń      | 31,565              | FC Vaslui              | 9,781               |
| Qarabağ FK          | 28,760              | PAOK FC                | 9,633               |
| Slavija Sarajewo    | 24,890              | MŠK Žilina             | 8,933               |
| Metalist Charków    | 24,370              | Tromsø IL              | 8,760               |
| Athletic Bilbao     | 23,853              | Rapid Wiedeń           | 8,565               |
| Hapoel Tel Awiw     | 18,050              | FC Paços de Ferreira   | 8,292               |
| Fulham              | 15,899              | NAC Breda              | 7,826               |
| CSKA Sofia          | 14,250              |                        |                     |

| Drużyny nierozstawione | Drużyny nierozstawione | Drużyny nierozstawione | Drużyny nierozstawione |
| Drużyna                | Współcz.               | Drużyna                | Współcz.               |
| ---------------------- | ---------------------- | ---------------------- | ---------------------- |
| KR                     | 7,633                  | APOP Kinyras Peyias    | 3,016                  |
| IF Elfsborg            | 6,938                  | Omonia Nikozja         | 3,016                  |
| BSC Young Boys         | 6,050                  | IFK Göteborg           | 2,938                  |
| FC Vaduz               | 5,575                  | MFK Koszyce            | 2,933                  |
| Motherwell             | 5,575                  | FK Sarajevo            | 2,933                  |
| Czerno More Warna      | 5,250                  | St. Patrick’s Athletic | 2,899                  |
| KAA Gent               | 5,065                  | Derry City             | 2,899                  |
| Randers FC             | 4,890                  | FC Lahti               | 2,816                  |
| Vålerenga Fotball      | 4,760                  | Polonia Warszawa       | 2,583                  |
| Sigma Ołomuniec        | 4,150                  | Hajduk Split           | 2,466                  |
| Fredrikstad FK         | 3,760                  | HNK Rijeka             | 2,466                  |
| Legia Warszawa         | 3,583                  | Slaven Belupo          | 2,466                  |
| Sturm Graz             | 3,565                  | Rabotniczki Skopje     | 2,033                  |
| Dinamo Tbilisi         | 3,332                  | Vėtra Wilno            | 1,958                  |
| FK Vojvodina           | 3,050                  | FC Honka               | 1,958                  |
| FK Sevojno             | 3,050                  | NK Interblock          | 1,816                  |
| Maccabi Netanja        | 3,050                  | Budapest Honvéd FC     | 1,633                  |
| Bene Jehuda Tel Awiw   | 3,050                  |                        |                        |

Współcz. – wartość współczynnika klubowego.
Pogrubiono nazwy drużyn, które awansowały do rundy play-off.
| Drużyna 1                            | Wynik dwumeczu | Drużyna 2              | Pierwszy mecz | Drugi mecz |
| ------------------------------------ | -------------- | ---------------------- | ------------- | ---------- |
| Helsingborgs IF                      | 3:3 (k. 4:5)   | FK Sarajevo            | 2:1           | 1:2        |
| Fredrikstad FK                       | 3:7            | Lech Poznań            | 1:6           | 2:1        |
| HNK Rijeka                           | 1:4            | Metalist Charków       | 1:2           | 0:2        |
| Roma                                 | 10:2           | KAA Gent               | 3:1           | 7:1        |
| FC Vaslui                            | 3:1            | Omonia Nikozja         | 2:0           | 1:1        |
| Slavija Sarajewo                     | 1:5            | MFK Koszyce            | 0:2           | 1:3        |
| IFK Göteborg                         | 2:4            | Hapoel Tel Awiw        | 1:3           | 1:1        |
| PSV Eindhoven                        | 2:0            | Czerno More Warna      | 1:0           | 1:0        |
| Metałurh Donieck                     | 5:0            | NK Interblock          | 2:0           | 3:0        |
| Vålerenga Fotball                    | 2:2 (b. wyj.)  | PAOK FC                | 1:2           | 1:0        |
| Rapid Wiedeń                         | 4:4 (dogr.)    | APOP Kinyras Peyias    | 2:1           | 2:2        |
| FC Honka                             | 1:3            | Qarabağ FK             | 0:1           | 1:2        |
| FC Vaduz                             | 0:3            | Slovan Liberec         | 0:1           | 0:2        |
| St. Patrick’s Athletic               | 3:3 (b. wyj.)  | Krylia Sowietow Samara | 1:0           | 2:3        |
| Randers FC                           | 1:4            | Hamburger SV           | 0:4           | 1:0        |
| Tromsø IL                            | 4:1            | Slaven Belupo          | 2:1           | 2:0        |
| Brøndby IF                           | 3:3 (b. wyj.)  | Legia Warszawa         | 1:1           | 2:2        |
| FK Vojvodina                         | 3:5            | Austria Wiedeń         | 1:1           | 2:4        |
| CSKA Sofia                           | 2:1            | Derry City             | 1:0           | 1:1        |
| Steaua Bukareszt                     | 6:1            | Motherwell             | 3:0           | 3:1        |
| MŠK Žilina                           | 2:1            | Hajduk Split           | 1:1           | 1:0        |
| SC Braga                             | 1:4            | IF Elfsborg            | 1:2           | 0:2        |
| Aberdeen                             | 1:8            | Sigma Ołomuniec        | 1:5           | 0:3        |
| Rabotniczki Skopje                   | 3:7            | Odense BK              | 3:4           | 0:3        |
| FK Sevojno                           | 0:4            | Lille OSC              | 0:2           | 0:2        |
| OFK Petrovac                         | 1:6            | Sturm Graz             | 1:2           | 0:5        |
| Fenerbahçe SK                        | 6:2            | Budapest Honvéd FC     | 5:1           | 1:1        |
| Bene Jehuda Tel Awiw                 | 2:0            | FC Paços de Ferreira   | 1:0           | 1:0        |
| Club Brugge                          | 4:3            | FC Lahti               | 3:2           | 1:1        |
| Athletic Bilbao                      | 2:2 (b. wyj.)  | BSC Young Boys         | 0:1           | 2:1        |
| KR                                   | 3:5            | FC Basel               | 2:2           | 1:3        |
| Maccabi Netanja                      | 1:10           | Galatasaray SK         | 1:4           | 0:6        |
| Dinamo Tbilisi                       | 4:5            | FK Crvena zvezda       | 2:0           | 2:5        |
| Polonia Warszawa                     | 1:4            | NAC Breda              | 0:1           | 1:3        |
| Vėtra Wilno                          | 0:6            | Fulham                 | 0:3           | 0:3        |
| Po lewej gospodarz pierwszego meczu. |                |                        |               |            |

1. 1 2 3 4  Pierwotnie gospodarzami pierwszych meczów miały być w tych przypadkach drużyny wymienione po prawej stronie, kolejność została jednak zamieniona po losowaniu.

## Runda play-off
Do startu w rundzie play-off uprawnionych było 76 drużyn (w tym 35 zwycięzców III rundy kwalifikacyjnej Ligi Europy i 15 przegranych III rundy kwalifikacyjnej Ligi Mistrzów), z czego 38 było rozstawionych. Losowanie odbyło się 7 sierpnia 2009 (godz. 13:00). W jego trakcie wszystkich uczestników rundy podzielono przed nim na 8 grup (z czego w sześciu umieszczono po 5 drużyn rozstawionych i nierozstawionych, a w dwóch po 4 rozstawione i nierozstawione), w których drużyny zostały rozlosowane między sobą. Pierwsze mecze rozegrano 20 sierpnia, rewanże – 25 i 27 sierpnia 2009.
Na żółtym tle przedstawiono drużyny, które awansowały z III rundy kwalifikacyjnej Ligi Europy.

Na różowym tle przedstawiono drużyny, które przegrały w III rundzie kwalifikacyjnej Ligi Mistrzów.
| Grupa 1             | Grupa 1             | Grupa 1                | Grupa 1                |
| Drużyny rozstawione | Drużyny rozstawione | Drużyny nierozstawione | Drużyny nierozstawione |
| Drużyna             | Współcz.            | Drużyna                | Współcz.               |
| ------------------- | ------------------- | ---------------------- | ---------------------- |
| Werder Brema        | 91,339              | Heart of Midlothian    | 11,575                 |
| Everton             | 35,899              | PAOK FC                | 9,633                  |
| Heerenveen          | 33,826              | BATE Borysów           | 7,733                  |
| Dinamo Zagrzeb      | 16,466              | Sigma Ołomuniec        | 4,150                  |
| Liteks Łowecz       | 16,250              | FK Aktöbe              | 0,649                  |

| Grupa 2             | Grupa 2             | Grupa 2                | Grupa 2                |
| Drużyny rozstawione | Drużyny rozstawione | Drużyny nierozstawione | Drużyny nierozstawione |
| Drużyna             | Współcz.            | Drużyna                | Współcz.               |
| ------------------- | ------------------- | ---------------------- | ---------------------- |
| Villarreal CF       | 80,853              | Lech Poznań            | 12,583                 |
| Club Brugge         | 34,065              | Amkar Perm             | 9,525                  |
| Galatasaray SK      | 33,445              | NAC Breda              | 7,826                  |
| Hapoel Tel Awiw     | 18,050              | FK Teplice             | 5,150                  |
| Fulham              | 15,899              | Tallinna FCI Levadia   | 0,833                  |

| Grupa 3             | Grupa 3             | Grupa 3                | Grupa 3                |
| Drużyny rozstawione | Drużyny rozstawione | Drużyny nierozstawione | Drużyny nierozstawione |
| Drużyna             | Współcz.            | Drużyna                | Współcz.               |
| ------------------- | ------------------- | ---------------------- | ---------------------- |
| Roma                | 78,582              | Metałurh Donieck       | 10,370                 |
| Lille OSC           | 47,033              | Dinamo Moskwa          | 9,525                  |
| Austria Wiedeń      | 31,565              | KRC Genk               | 6,065                  |
| Twente              | 17,826              | MFK Koszyce            | 2,933                  |
| CSKA Sofia          | 14,250              | Qarabağ FK             | 0,899                  |

| Grupa 4             | Grupa 4             | Grupa 4                | Grupa 4                |
| Drużyny rozstawione | Drużyny rozstawione | Drużyny nierozstawione | Drużyny nierozstawione |
| Drużyna             | Współcz.            | Drużyna                | Współcz.               |
| ------------------- | ------------------- | ---------------------- | ---------------------- |
| PSV Eindhoven       | 75,826              | Trabzonspor            | 10,445                 |
| FC Basel            | 51,050              | MŠK Žilina             | 8,933                  |
| Lazio               | 26,582              | IF Elfsborg            | 6,938                  |
| Partizan Belgrad    | 23,050              | Bene Jehuda Tel Awiw   | 3,050                  |
| Toulouse FC         | 14,033              | FK Bakı                | 0,899                  |

| Grupa 5             | Grupa 5             | Grupa 5                | Grupa 5                |
| Drużyny rozstawione | Drużyny rozstawione | Drużyny nierozstawione | Drużyny nierozstawione |
| Drużyna             | Współcz.            | Drużyna                | Współcz.               |
| ------------------- | ------------------- | ---------------------- | ---------------------- |
| Szachtar Donieck    | 74,370              | Brøndby IF             | 10,890                 |
| Ajax                | 54,826              | Tromsø IL              | 8,760                  |
| Hertha BSC          | 26,339              | Sivasspor              | 6,445                  |
| Athletic Bilbao     | 23,853              | Slovan Bratysława      | 2,933                  |
| CFR Cluj            | 13,781              | FK Sarajevo            | 1,733                  |

| Grupa 6             | Grupa 6             | Grupa 6                | Grupa 6                |
| Drużyny rozstawione | Drużyny rozstawione | Drużyny nierozstawione | Drużyny nierozstawione |
| Drużyna             | Współcz.            | Drużyna                | Współcz.               |
| ------------------- | ------------------- | ---------------------- | ---------------------- |
| Zenit Petersburg    | 68,525              | Genoa                  | 12,582                 |
| Steaua Bukareszt    | 53,781              | Rapid Wiedeń           | 8,565                  |
| Sparta Praga        | 26,150              | CD Nacional            | 7,292                  |
| Aston Villa         | 23,899              | St. Patrick’s Athletic | 2,899                  |
| Odense BK           | 12,890              | NK Maribor             | 2,816                  |

| Grupa 7             | Grupa 7             | Grupa 7                | Grupa 7                |
| Drużyny rozstawione | Drużyny rozstawione | Drużyny nierozstawione | Drużyny nierozstawione |
| Drużyna             | Współcz.            | Drużyna                | Współcz.               |
| ------------------- | ------------------- | ---------------------- | ---------------------- |
| Hamburger SV        | 67,339              | Slovan Liberec         | 12,150                 |
| Fenerbahçe SK       | 52,445              | EA Guingamp            | 10,033                 |
| Dinamo Bukareszt    | 25,781              | FC Sion                | 8,050                  |
| Metalist Charków    | 24,370              | Sturm Graz             | 3,565                  |

| Grupa 8             | Grupa 8             | Grupa 8                | Grupa 8                |
| Drużyny rozstawione | Drużyny rozstawione | Drużyny nierozstawione | Drużyny nierozstawione |
| Drużyna             | Współcz.            | Drużyna                | Współcz.               |
| ------------------- | ------------------- | ---------------------- | ---------------------- |
| SL Benfica          | 64,292              | FK Crvena zvezda       | 12,050                 |
| Valencia CF         | 59,853              | FC Vaslui              | 9,781                  |
| AEK Ateny           | 25,633              | Worskła Połtawa        | 8,370                  |
| Slavia Praga        | 25,150              | Stabæk                 | 3,760                  |

Współcz. – wartość współczynnika klubowego.
Pogrubiono nazwy drużyn, które awansowały do fazy grupowej.
| Drużyna 1                            | Wynik dwumeczu | Drużyna 2              | Pierwszy mecz | Drugi mecz |
| ------------------------------------ | -------------- | ---------------------- | ------------- | ---------- |
| PAOK FC                              | 1:1 (b. wyj.)  | Heerenveen             | 1:1           | 0:0        |
| Dinamo Zagrzeb                       | 4:2            | Heart of Midlothian    | 4:0           | 0:2        |
| Werder Brema                         | 8:3            | Aktöbe FK              | 6:3           | 2:0        |
| Everton                              | 5:1            | Sigma Ołomuniec        | 4:0           | 1:1        |
| BATE Borysów                         | 4:1            | Liteks Łowecz          | 0:1           | 4:0        |
| NAC Breda                            | 2:9            | Villarreal CF          | 1:3           | 1:6        |
| Lech Poznań                          | 1:1 (k. 3:4)   | Club Brugge            | 1:0           | 0:1        |
| Fulham                               | 3:2            | Amkar Perm             | 3:1           | 0:1        |
| Galatasaray SK                       | 6:1            | Levadia Tallinn        | 5:0           | 1:1        |
| FK Teplice                           | 2:3            | Hapoel Tel Awiw        | 1:2           | 1:1        |
| Metałurh Donieck                     | 4:5            | Austria Wiedeń         | 2:2           | 2:3        |
| Twente                               | 3:1            | Qarabağ FK             | 3:1           | 0:0        |
| MFK Koszyce                          | 4:10           | Roma                   | 3:3           | 1:7        |
| CSKA Sofia                           | 2:1            | Dinamo Moskwa          | 0:0           | 2:1        |
| KRC Genk                             | 3:6            | Lille OSC              | 1:2           | 2:4        |
| Bene Jehuda Tel Awiw                 | 0:2            | PSV Eindhoven          | 0:1           | 0:1        |
| Lazio                                | 3:1            | IF Elfsborg            | 3:0           | 0:1        |
| Trabzonspor                          | 2:3            | Toulouse FC            | 1:3           | 1:0        |
| Partizan Belgrad                     | 3:1            | MŠK Žilina             | 1:1           | 2:0        |
| FK Bakı                              | 2:8            | FC Basel               | 1:3           | 1:5        |
| Ajax                                 | 7:1            | Slovan Bratysława      | 5:0           | 2:1        |
| Sivasspor                            | 0:5            | Szachtar Donieck       | 0:3           | 0:2        |
| Brøndby IF                           | 3:4            | Hertha BSC             | 2:1           | 1:3        |
| Athletic Bilbao                      | 4:3            | Tromsø IL              | 3:2           | 1:1        |
| FK Sarajevo                          | 2:3            | CFR Cluj               | 1:1           | 1:2        |
| Rapid Wiedeń                         | 2:2 (b. wyj.)  | Aston Villa            | 1:0           | 1:2        |
| Steaua Bukareszt                     | 5:1            | St. Patrick’s Athletic | 3:0           | 2:1        |
| NK Maribor                           | 0:3            | Sparta Praga           | 0:2           | 0:1        |
| CD Nacional                          | 5:4            | Zenit Petersburg       | 4:3           | 1:1        |
| Genoa                                | 4:2            | Odense BK              | 3:1           | 1:1        |
| Dinamo Bukareszt                     | 3:3 (k. 9:8)   | Slovan Liberec         | 0:3           | 3:0        |
| EA Guingamp                          | 2:8            | Hamburger SV           | 1:5           | 1:3        |
| FC Sion                              | 2:4            | Fenerbahçe SK          | 0:2           | 2:2        |
| Sturm Graz                           | 2:1            | Metalist Charków       | 1:1           | 1:0        |
| Slavia Praga                         | 4:2            | FK Crvena zvezda       | 3:0           | 1:2        |
| SL Benfica                           | 5:2            | Worskła Połtawa        | 4:0           | 1:2        |
| FC Vaslui                            | 2:4            | AEK Ateny              | 2:1           | 0:3        |
| Stabæk                               | 1:7            | Valencia CF            | 0:3           | 1:4        |
| Po lewej gospodarz pierwszego meczu. |                |                        |               |            |

1. 1 2 3 4 5  Pierwotnie gospodarzami pierwszych meczów miały być w tych przypadkach drużyny wymienione po prawej stronie, kolejność została jednak zamieniona po losowaniu.
2. ↑  Mecz przerwany w 87. minucie przy stanie 0:2 z powodu zamieszek na trybunach. Decyzją UEFA zweryfikowany jako walkower na korzyść drużyny gości.